# Oratorio di Santa Croce (Tissi)
L'oratorio di Santa Croce è un edificio religioso situato a Tissi, centro abitato della regione storica del Sassarese, Sardegna nord-occidentale.
È ubicato a lato del campanile della parrocchiale di Sant'Anastasia che ne ingloba le strutture. Della fabbrica sono visibile il fianco meridionale ed il retrospetto concluso da spioventi con archetti a tutto sesto messi in opera in modo irregolare.
Archetti simili corrono anche lungo il terminale del fianco, su peducci larghi e piatti, gradonati o con foglie allungate. Si ascrive, sulla base dell'osservazione stilistica, e in particolare per gli ornati dei peducci, alla seconda metà del XII secolo.